# Rhynchina columbaris
Rhynchina columbaris là một loài bướm đêm trong họ Erebidae.